# M'en aller
Singles de Canardo
Hamdoullah ça va
(2009)
Singles par Tal
Je prends le large
(2012) Rien n'est parfait
(2012)
M'en aller est une chanson du rappeur et compositeur franco-marocain originaire des Yvelines Canardo en collaboration avec la chanteuse franco-israélienne Tal, cette dernière chante le refrain. Le single sort durant l'été 2012, le 9 juillet sous le label East Waest. La chanson est distribuée par le major Warner. M'en Aller est extrait de l'album mixtape de Canardo À la youv (2012). Enregistrée en 2012, la chanson est écrite par Hakim Mouhid. Le clip vidéo sort le 6 juillet 2012.
Le single se classe dans le top 20 en Belgique (Wallonie) et en France, 11 semaines après la sortie du single.

## Classement par pays
| Classement (2012)                       | Meilleure position |
| --------------------------------------- | ------------------ |
| France (SNEP)                           | 12                 |
| France (Airplay)                        | 9                  |
| Belgique (Wallonie Ultratop 50 Singles) | 18                 |